# Église Saints-Pierre-et-Paul de Malines
Pour les articles homonymes, voir Église Saints-Pierre-et-Paul.
L'église Saints-Pierre-et-Paul (en néerlandais Sint Pieter-en-Pauluskerk), est un édifice religieux catholique de style baroque sis à Malines, en Belgique. Construite la fin du XVIIe siècle par les jésuites, et consacrée à Saint François-Xavier elle est devenue en 1778 'église paroissiale' sous le vocable des Saints Pierre et Paul.

## Histoire
Préparant la division de la province belge en deux, Olivier Mannaerts, provincial des jésuites, ouvre à Malines un second noviciat (1611), le premier se trouvant à Tournai. L’Archiduc Albert avait fait don du Keizers’ Hof, jadis habité par Charles Quint, Philippe II et Marie de Hongrie.  Avec l’achat d’un immeuble voisin un collège y est également ouvert. Saint Jean Berchmans sera élève du collège et fera son noviciat à Malines à partir de 1616. 
La ville de Malines gagnant en importance comme capitale des Pays-Bas méridionaux, les Jésuites y développent leurs activités apostoliques en y construisant une église. L’architecte en est le frère jésuite Antoine Losson, et les travaux commencent en 1670. L’église, de style baroque, est consacrée une première fois et ouverte au culte en 1677 ; elle est placée sous la protection de Saint François-Xavier. Les travaux ne s’achèvent cependant qu’en 1694. Ce qui lui vaut une deuxième consécration. 
Quelques années après la suppression de la Compagnie de Jésus (1773) l’église est reprise par la paroisse sous le nom de Saints-Pierre-et-Paul. En fait elle succède à une église paroissiale décrépite (Saint Pierre) qui se trouvait de l’autre côté la place.  
En 1789 l'église est utilisée quelque temps comme Temple de la Raison mais elle est rendue au culte catholique à la suite du concordat napoléonien de 1802. Elle est toujours église paroissiale.

## Patrimoine
- Quatorze confessionnaux se trouvent le long des murs latéraux. Artistiquement élaborés ils sont chacun des monuments de grande valeur, avec estrade, banc et des deux côtés de la porte du confesseur des anges portant les instruments des divers métiers pratiqués à Malines.
- Immédiatement à droite de l’église se dresse le portail (XVIIe siècle) de l’ancien noviciat jésuite.

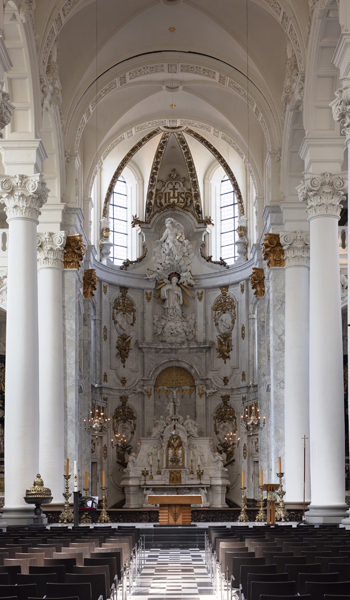
Intérieur
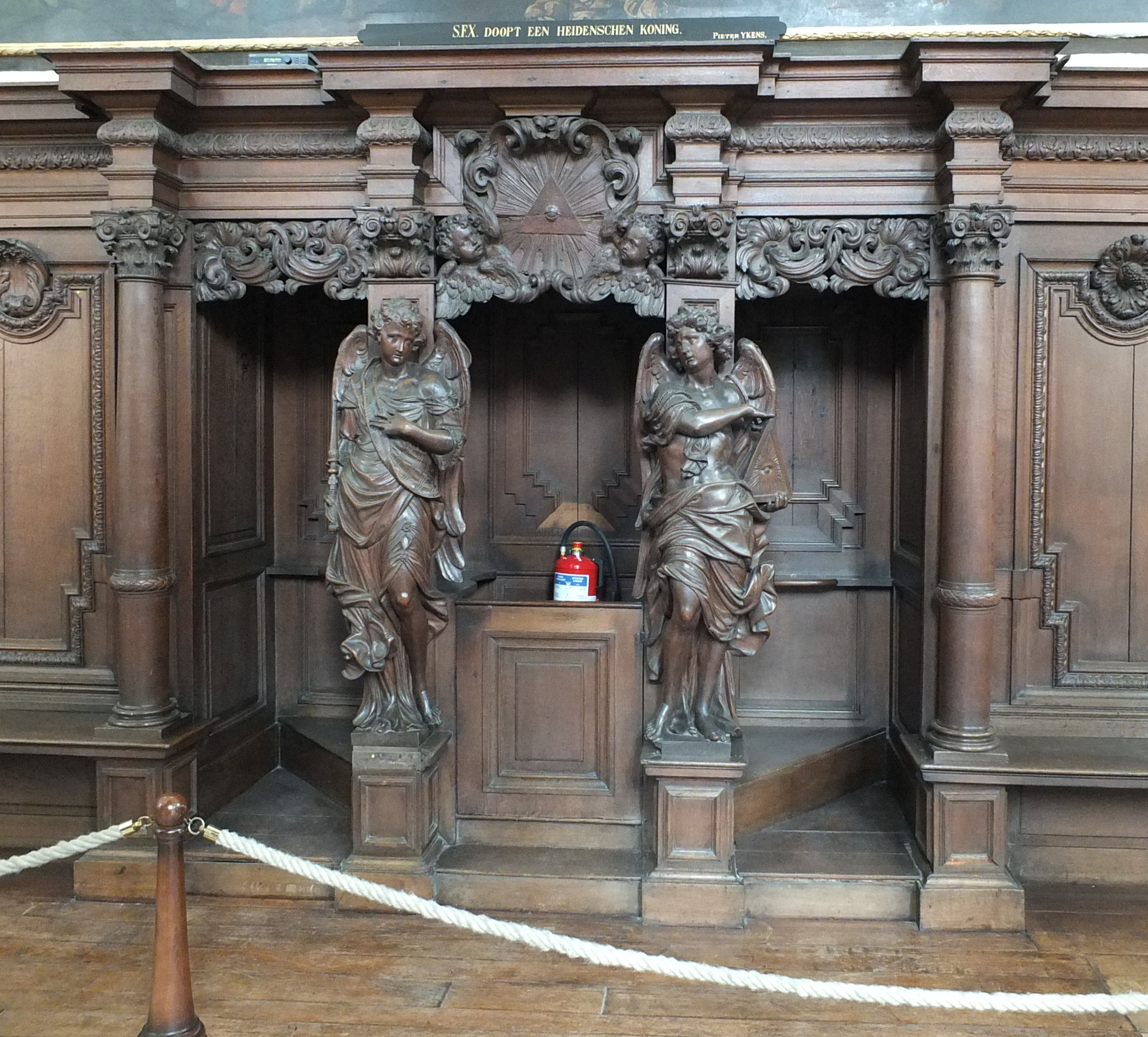
Confessionnaux
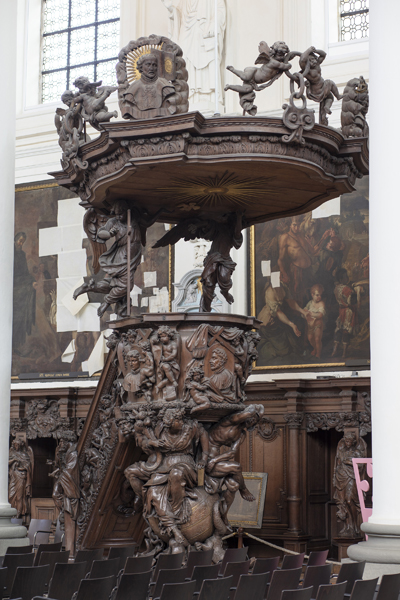
Chaire